# Lactatémie
La lactatémie est le taux de lactate dans le sang (mmol/ L). Elle se mesure par prélèvement de goutte de sang à l'oreille, ou à l'index. On extrapole ensuite le résultat à l'échelle du litre. A l'équilibre, ses valeurs sont comprises entre 0,5 - 2,0 mmol/L (0,45 - 0,65 g/L).